# Armor (film)
Armor è un film del 2024 diretto da Justin Routt.

## Trama
Una guardia di sicurezza, ex poliziotto, James Brody, vedovo e con problemi di alcolismo, lavora con suo figlio Casey, sposato e in attesa del primo figlio, per trasportare milioni di dollari tra le banche quando una squadra di ladri capitanata da Rook orchestra una rapina del furgone per impossessarsi dei soldi: dopo un violento inseguimento in auto, Rook circonda il furgone blindato e James e Casey si ritrovano alle strette su un ponte pericolante su un fiume. C’è poco tempo prima che Rook e gli aggressori facciano irruzione, e James spinge le sue abilità al limite massimo per proteggere la vita di suo figlio prima della propria. Il piano dei ladri fallisce: tutta la banda, ad eccezione di Rook, muore e il furgone blindato finisce in fondo al fiume sottostante.